# Визильтер, Владислав Михайлович
Владислав Михайлович Визильтер (род. 17 августа 1979) — киргизский боксёр, представитель средней весовой категории. Выступал за сборную Кыргызстана по боксу в конце 1990-х — начале 2000-х годов, обладатель серебряной медали чемпионата Азии, участник летних Олимпийских игр в Сиднее. Мастер спорта Киргизской Республики международного класса. Тренер по боксу.

## Биография
Владислав Визильтер родился 17 августа 1979 года в Киргизской ССР.
Впервые заявил о себе в боксе на международном уровне в сезоне 1999 года, когда вошёл в состав киргизской сборной и выступил на чемпионате Азии в Ташкенте — в зачёте средней весовой категории сумел дойти до финала, уступив в решающем поединке китайскому боксёру Абдурахману (счёт 7:12), и завоевал таким образом серебряную награду.
Благодаря череде успешных выступлений в 2000 году удостоился права защищать честь страны на летних Олимпийских играх в Сиднее. На Олимпиаде в категории до 75 кг уже в первом своём поединке встретился с титулованным венгром Жолтом Эрдеи, чемпионом мира, двукратным чемпионом Европы. Противостояние между ними продлилось до третьего раунда, в итоге рефери остановил бой в связи с явным преимуществом соперника, отдав победу венгру. Эрдеи в итоге стал бронзовым призёром олимпийского турнира.
За выдающиеся спортивные достижения Владислав Визильтер был удостоен почётного звания «Мастер спорта Киргизской Республики международного класса».
Впоследствии работатал тренером по боксу в Бишкеке, тренер бишкекской Специализированной детско-юношеской спортивной школы по единоборствам.